# Polydesmus velutinus
Polydesmus velutinus är en mångfotingart som beskrevs av Paul Gervais och Justin Goudot 1844. Polydesmus velutinus ingår i släktet Polydesmus och familjen plattdubbelfotingar. Inga underarter finns listade i Catalogue of Life.